# 인텔 고선명 오디오

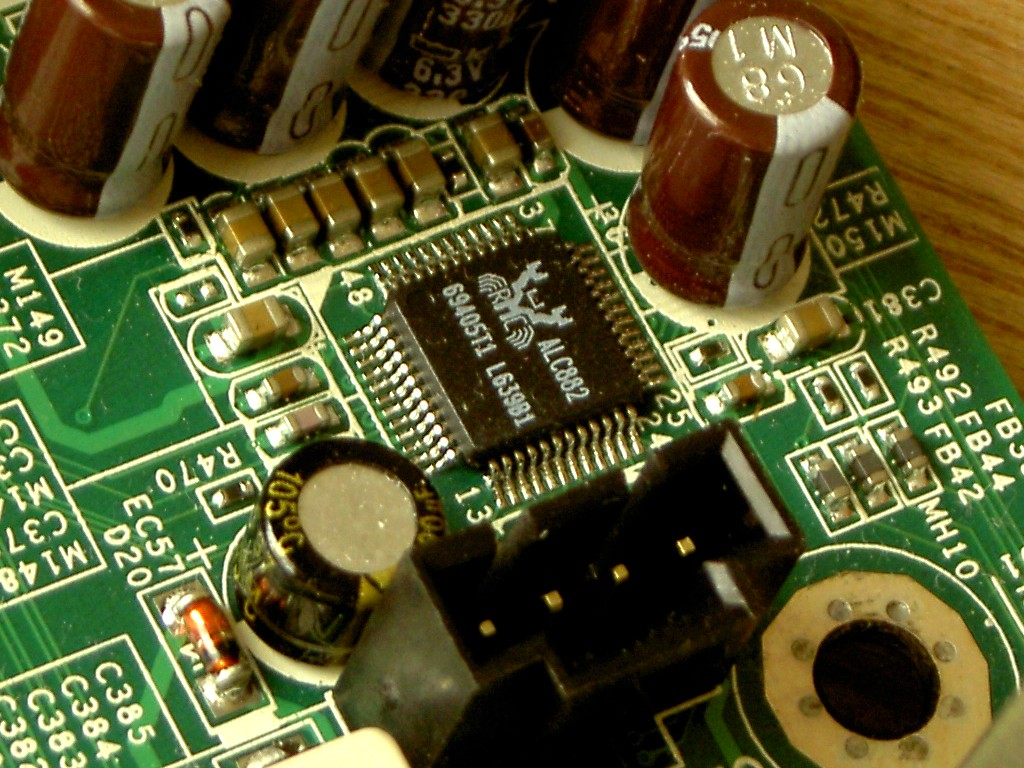
리얼텍 ALC 882 HD 오디오 코덱

인텔 고선명 오디오(Intel High Definition Audio, IHD 또는 아잘리아:"Azalia")는 인텔이 이전의 AC97 통합 오디오 코덱보다 더 나은 품질에 더 많은 채널을 재생할 수 있는 고선명 오디오 전달을 위해 2004년에 공개한 규격을 말한다.
하드웨어 기반의 인텔 HD 오디오 규격은 2 채널의 192 kHz/32 비트 품질로, 최대 8채널의 96 kHz/32비트로 재생할 수 있다.
윈도우 비스타 운영 체제는 IHD 규격에 오디오 장치를 지원하는 유니버설 오디오 아키텍처 계열 드라이버를 포함하고 있다. 리눅스 또한 FreeBSD, NetBSD, 맥 오에스 텐, 오픈BSD 운영 체제와 마찬가지로 인텔 고선명 오디오 컨트롤러를 지원한다.

## 규격
- 192 KHz/32 비트까지의 데이터 스트림
- 96 KHz/32 bit의 8 채널 환경과 호환
- 15 스트림까지의 동시 처리에 대응
- 어레이 마이크에 의한 복수 채널로의 동시 입력
- 초당 48 Mbit 대역의 전용 버스로 아날로그 코덱과 논리 콘트롤러를 연결
- 접속 단자의 할당 변경 기능에 의한 이용성 개선
- 하드웨어 호환성 개선

## 같이 보기
- 사운드 칩